# 梅休山

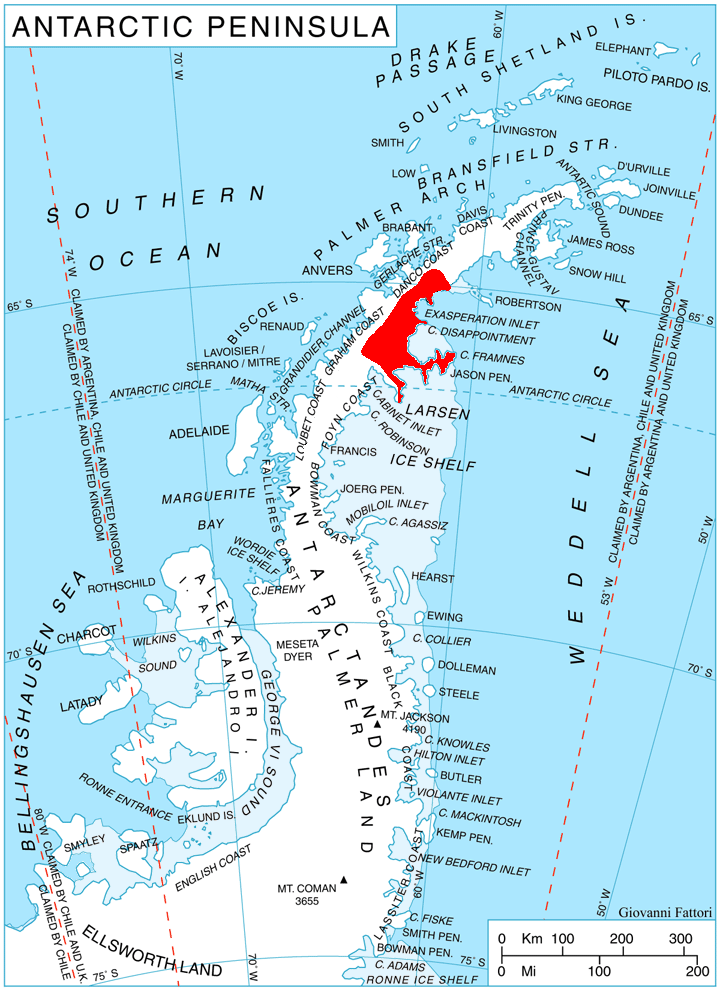

65°35′S 62°26′W / 65.583°S 62.433°W
梅休山（英語：Mount Mayhew）是南極洲的山峰，位於葛拉漢地東部，屬於亞里斯多德山脈中塔里丁嶺的一部分，處於佩科特冰川和斯塔巴克冰川之間，海拔高度1,200米。